# Lilian Watson

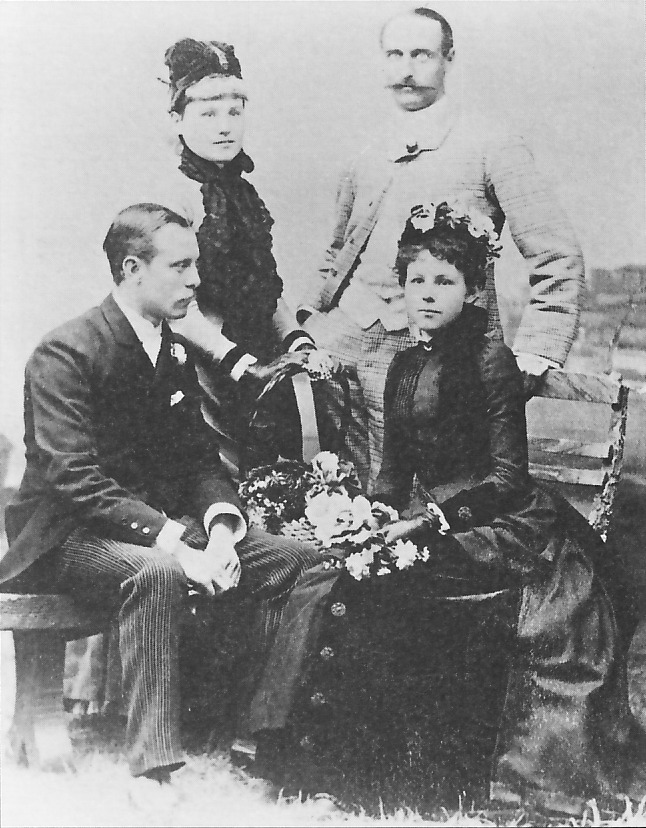
Lilian Watson, hinten links. Vorne rechts ihre Schwester Maud. (1884)

Lilian Watson (* 17. September 1857 in Harrow; † 27. Mai 1918 in Berkswell, West Midlands) war eine englische Tennisspielerin.

## Leben
Watson war die Tochter eines Vikars. Sie spielte beim ersten Damenwettbewerb der Wimbledon Championships 1884 und erreichte das Finale, in dem sie auf ihre jüngere Schwester Maud traf, und sich schließlich mit 8:6, 3:6, und 2:6 geschlagen geben musste. Lilian Watson trat auch in den beiden Folgejahren in Wimbledon an. 1885 schied sie in der ersten Runde aus, im Jahr darauf musste sie sich im Halbfinale der späteren Siegerin Blanche Bingley geschlagen geben. 1885 gewann sie an der Seite ihrer Schwester Maud das Doppel bei den irischen Meisterschaften.
Sie starb am 27. Mai 1918 im Alter von 60 Jahren.